# Josephine Siao
Josephine Siao Fong-fong MBE (em chinês: 蕭芳芳; Xangai, 13 de março de 1947) é uma atriz chinesa. Ela já ganhou vários prêmios ao longo de sua carreira, incluindo o Urso de Prata de melhor atriz no 45º Festival de Cinema de Berlim. Josephine também é escritora e psicóloga, conhecida por seu trabalho contra o abuso infantil..